# Leila Jaled

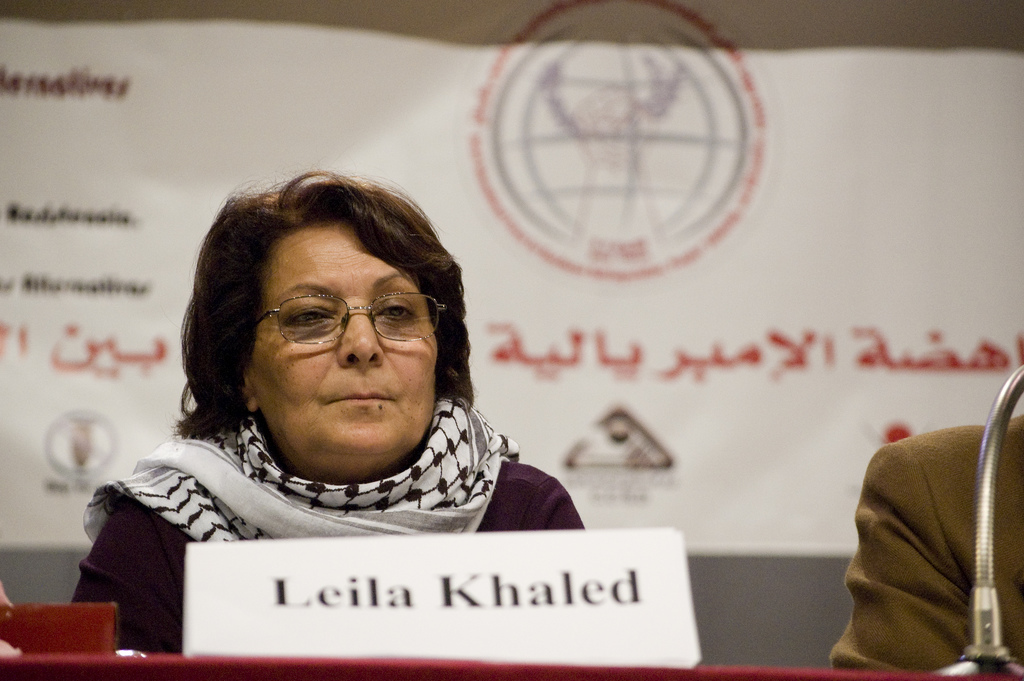
Leila Jaled en Beirut en 2009.

Leila Jaled  (en árabe ليلى خالد; Haifa, Mandato británico de Palestina, 9 de abril de 1944) es una activista política palestina y militante del Frente Popular para la Liberación de Palestina (FPLP). También ha integrado el Consejo Nacional Palestino (CNP), la Unión General de Mujeres Palestinas y la Unión General de Estudiantes Palestinos (UGEP). Jaled llegó a la atención pública por su papel en el secuestro del vuelo 840 de TWA en 1969 y en uno de los cuatro secuestros simultáneos de Dawson's Field al año siguiente, como parte de la campaña de Septiembre Negro en Jordania, y en el secuestro del vuelo ELAL 219 en 1970. Fue la primera mujer en secuestrar un avión y posteriormente fue liberada en un intercambio de prisioneros por rehenes civiles secuestrados por otros miembros del FPLP.

## Biografía

Grafiti de Leila Jaled en el muro de Cisjordania, cerca de Belén

### Juventud y refugio
Leila Jaled nació en Haifa en 1944, en el seno de una familia de clase media-baja, cuando Palestina todavía estaba bajo mandato británico. El 9 de abril de 1948, coincidiendo con su cuarto cumpleaños, entre 100 y 120 civiles palestinos fueron asesinados por los grupos paramilitares sionistas Irgún y Leji durante el asalto a su aldea. Estos sucesos han pasado a la historia como la masacre de Deir Yassin. Cuatro días más tarde, los episodios sangrientos que estaban teniendo lugar por toda Palestina obligaron a su familia a abandonar su hogar en un éxodo masivo del pueblo palestino conocido con el nombre de Nakba o "desastre". La familia de Jaled se estableció en uno de los muchos campamentos de refugiados palestinos del Líbano: la Dahiya, al sur de Beirut. Su padre, que se había quedado en Palestina luchando contra las fuerzas israelíes, se reunió con ellas seis meses después.
Entre 1956 y 1959, cuando tenía entre 12 y 15 años de edad, se inició en el activismo político, mientras cursaba los estudios de secundaria en la escuela femenina de Sidón. Durante estos años participó en el Movimiento de los Nacionalistas Árabes (MNA), el cual declaró la liberación de Palestina como uno de sus principales objetivos, mediante la provisión de comida y ayuda a combatientes, incluso en medio de peligrosas batallas. A los 16 años, siguiendo los pasos de su hermano mayor Mohammad y las hermanas Zakiah y Rahaab, se unió a la célula libanesa del MNA, creada por George Habash, movimiento que luego se convertiría en el Frente Popular para la Liberación de Palestina.
En 1961 se graduó en la escuela secundaria con la esperanza de poder entrar ese mismo otoño en la Universidad Americana de Beirut. Sin embargo, se encontró con la dificultad de que su familia prefería enviar a la universidad a su hermano Jaled, a pesar de que suspendió el examen de graduación de bachillerato y ella lo aprobó. Finalmente, con la ayuda económica de su hermano Mohamed que trabajaba de ingeniero en Kuwait, consiguió entrar en la universidad en el curso 1962/63.

## Migración a Kuwait
A finales de septiembre de 1963, una vez terminado el primer curso, decidió emigrar a Kuwait en busca de un nuevo trabajo. A mediados de diciembre le fue asignada una plaza de profesora en Al Yahra, a unos 32 kilómetros de la capital kuwaití. Ese mismo año el presidente estadounidense John Fitzgerald Kennedy fue asesinado, acontecimiento que le provocó lástima y llanto. A pesar de que hasta aquel momento consideraba los Estados Unidos como «una nación de monstruos y sinvergüenzas capaces de perpetrar cualquier crimen concebible» y Kennedy como un «aristócrata sofisticado» y «enemigo de clase», se identificó profundamente con la juventud estadounidense y tuvo la percepción, de la misma manera que otros árabes, que el expresidente habría trabajado para la restauración de los derechos de los palestinos. Sin embargo, este sentimiento de esperanza se desvaneció con los sucesores de Kennedy, Lyndon Johnson y Richard Nixon, a quienes consideraba hipócritas.
Al Yahra le acabó pareciendo una ciudad pequeña que le impedía crecer políticamente y además, el estricto régimen de trabajo en el campus le generaron incomodidad. Por otro lado, a pesar de que egipcios, palestinos y sirios eran las comunidades más numerosas, se percibía una sensación de exclusión por parte del gobierno kuwaití, a pesar de que todas fueran árabes, aun así, valora muy positivamente esa época porque la pluralidad de orígenes comportó una gran riqueza lingüística, en forma de variedades dialectales del árabe. En el centro docente, s'avesà continuó la campaña de adoctrinamiento de estudiantes en el nasserismo, aunque entre el profesorado surgieron debates en torno a la incapacidad del pensamiento para unificar y defender el Mundo árabe.
A finales de junio de 1964 regresó al Líbano, dinámica que se repitió anualmente en los próximos seis años, para poder trazar su camino dentro de la clandestinidad. Uno de los viajes más amargos en Kuwait fue en otoño de 1966 cuando viajó por la muerte de su padre, después de sufrir cuatro años de enfermedad y ese mismo año su hermano, Mohammad, fue expulsado de Kuwai por su actividad política.

## Militancia
Es conocida por participar en el secuestro de un avión (vuelos TWA 840 en agosto de 1969 y el AI 219 en septiembre de 1970). A pesar de ser considerada la primera mujer secuestradora de aviones comerciales es importante recordar la existencia del precedente Amina Dahbour, miembro del FPLP, que junto a tres compañeros participó en el secuestro del Boeing 720 de la compañía AI en el aeropuerto de Zúrich el 18 de febrero de 1969.

### Militancia en Fatah
El 18 de agosto de 1967 entró como militante en la sección kuwaití de Fatah, única organización revolucionaria tolerada en el país, recaudando fondos. En otoño de 1967, después de que el 23 de noviembre el presidente egipcio Gamal Abdel Nasser aceptara implícitamente en un discurso la resolución 242 del Consejo de Seguridad de las Naciones Unidas, que legitima la expansión territorial del Estado de Israel mediante el uso de las armas en la Guerra de los Seis Días, Jaled se reunió con sus compañeros para plantear la posibilidad de la lucha armada. Mientras tanto, ese mismo mes, George Habash, junto a otros compañeros, fundaron el Frente Popular para la Liberación de Palestina (FPLP),  que se originó del reemplazo de la rama palestina del MNA. Con el tiempo, el FPLP se convirtió en la segunda facción más potente de la organización para la Liberación de Palestina (OLP) a pesar de la consideración de organización "terrorista" por el Departamento de Estado de los Estados Unidos y el Consejo de la Unión Europea.
Si bien Fatah renovó su actividad a principios de 1968, Jaled tuvo interés en participar en el ala militar de la organización, a pesar de ser una mujer y esta tarea quedara restringida exclusivamente a los hombres. Con el deseo de replantear la situación, se reunió con un cuadro prominente como Fathi Arafat, hermano pequeño del líder de Fatah Yaser Arafat. En ese encuentro intercambiaron ideas y puntos de vista, abordando el papel de la mujer en el conflicto y en la organización, así como la voluntad explícita de Jaled de participar en acciones armadas, como por ejemplo rondas de vigilancia u operaciones dentro de territorios ocupados, ya que fue entrenada para estas funciones durante años en el MNA. Arafat le dijo que lo intentaría gestionar y le contestaría. Un mes después le preguntó si estaría dispuesta a moverse en el Valle del Jordán (Al Aghwar), pero Jaled no recibió más notificación de Arafat después de que le confirmara la disposición de ir al cauce Transjordania del río Jordán. Con esta falta de comunicación, Jaled dio por entendido que Fatah no quería que se uniera al ala militar.

### Ingreso en el FPLP
El 23 de junio de 1968 el núcleo jordano del FLPL secuestró el vuelo El Al 426 en el aeropuerto de Roma-Fiumicino. Tal suceso, junto a la falta de soluciones y la posición acomodada de los líderes de Fatah y la OLP, despertó un gran interés en Jaled por la nueva organización marxista-leninista. Sin embargo, encontrar la alternativa militante a Fatah no fue fácil porque los integrantes del FPLP actuaban desde la clandestinidad en Kuwait.
Un día, por accidente, topó con un hombre que vendía postales navideñas del FPLP ante la librería de Arabia Saudita, Khlaed le comento su interés por acceder en la organización y éste la citó en la misma librería una semana después con Abu Nidal como representante local del FPLP, quien semanalmente le proporcionó consejos de formación y lecturas de instrucción, hasta que, poco a poco, el nivel de implicación le permitió acceder a una célula kuwaití del FPLP con otros militantes y simpatizantes. Uno de los puntos de inflexión más importantes de adscripción con el FPLP fue el ataque al vuelo El Al 253, el 26 de diciembre de 1968 en Atenas, y el consiguiente bombardeo de 13 aviones comerciales de Middle East Airlines en el Aeropuerto Internacional de Beirut como venganza dos días después de las fuerzas militares israelíes 
También lo fue el 18 de febrero de 1969 con el secuestro fallido del vuelo de El Al en el aeropuerto de Zúrich, en el que por primera vez participó una mujer, Amina Dahbour. La reacción de Khlaed fue inmediata y contacto con Abu Nidal, para manifestar su voluntad de ingresar en la Brigada de Operaciones Especiales, petición que fue aceptada sin problema. A partir de entonces, Jaled recibió un entrenamiento avanzado y especializado.
A pesar de que en aquel momento, en Kuwait, la política estuviese prohibida para la mujer, Jaled junto con cinco mujeres desafiaron el régimen y una mañana de abril de Pascua musulmana se trasladaron con cajas de recolecta en el centro de la capital para recaudar donativos económicos para el FPLP. Aquella primavera de 1969, con una pistola adjudicada, emprendió camino a Transjordania, donde fue asignada a un grupo de 20 mujeres de la organización y destinada a un campo de entrenamiento militar en el norte de Amán, donde hizo amistad con las compatriotas Rashida Obeida y Feihaa Abdul al-Hadi. Semanas después, fue destinada a Beirut con todas sus pertenencias para reencontrarse con su familia, despedirse y entrar en acción. En Beirut, el camarada Abu Zeid le informó que tenía por objetivo el secuestro de un avión comercial operado por TWA.

### Secuestro del vuelo TWA 840
El 29 de agosto de 1969, con ayuda de Salim al-Aisawy, secuestró un avión de pasajeros de la aerolínea TWA, vuelo 840. El Boeing 707-331B, que unía el Aeropuerto Internacional Leonardo da Vinci de Roma con el Aeropuerto Internacional Ben Gurion de Tel Aviv, fue secuestrado antes de que hiciera la escala prevista en el Aeropuerto Internacional de Ellinikon de Atenas.
Ambos secuestradores entraron armados al avión, Jaled con una pistola y una granada, armas que mostró en el momento que abordó la cabina, tras una hora y media de vuelo, al grito de «Somos el movimiento palestino tomando el control de la aeronave» y bautizando el vuelo como «FPLP-Palestina Libre». Mandaron redirigir el avión al aeropuerto internacional de Damasco, sobrevolando primero Haifa, ya que Jaled deseaba ver de nuevo su ciudad natal.
La dirección del FPLP pensó que Isaac Rabin, entonces embajador israelí en Estados Unidos, estaba a bordo, pero el diplomático que se encontraba a bordo resultó ser el estadounidense Thomas D. Boyatt. Una vez el Boeing se acercó a Damasco, los secuestradores lo hicieron aterrizar en la pista más alejada de la terminal, seguidamente evacuaron a los pasajeros y tripulación. Una vez vacío el avión hicieron estallar la cabina encendiendo el fusible del avión. No hubo ninguna muerte ni heridos, ya que previamente se había garantizado que no hubiera fallecidos ni ningún tipo de maltrato físico ni psicológico a ningún presente en el avión.
Los pasajeros de nacionalidad no israelí fueron puestos en libertad inmediatamente. De los pasajeros israelíes, las autoridades sirias mantuvieron retenidas a las cuatro mujeres durante un día, mientras que a los dos hombres los retuvieron hasta diciembre, momento en que fueron intercambiados como prisioneros de guerra con el gobierno israelí. Pero finalmente fueron liberados sin cargos después de seis semanas de interrogatorios y huelgas de hambre intermitentes. 

### Eco internacional
Tres el secuestro fue considerada en Occidente como una «terrorista» y en los países árabes como una «heroína», aunque la percepción no fue unánime en cada bloque. En Occidente, algunos colectivos y personalidades de la izquierda vieron en Jaled la figura más prominente del activismo revolucionario femenino contra el sionismo y sus abusos. Pero algunos palestinos pensaron que el secuestro, más que ayudar, contaminaría la imagen del pueblo palestino ante el mundo, provocando la vinculación intrínseca de terrorismo con la resistencia palestina. 
Entre 1969 y 1970 realizó una gira por el Golfo Pérsico e Irak, junto con otros compañeros del FPLP como Salah Salah, Rashida Obeida, Salim Issawi y Talaat Yacoub, para promocionar la causa y recaudar fondos para la organización. Algunos comentaristas afirmaron que, durante la feria, el FPLP recibió una gran donación económica de la familia real de Abu Dhabi. La respuesta popular fue muy exitosa y ayudó a consolidar aún más las figuras públicas del FPLP, como Jaled, antes de su regreso a Amán. 

Parte de su gran fama se debe a que, tras el secuestro del avión, fue fotografiada por Eddie Adams, con un rifle AK-47 y una kufiya. A causa de la gran difusión que tuvo la fotografía Leila Jaled se sometió a seis cirugías plásticas en la nariz y el mentón para ocultar su identidad, y poder tomar parte en futuros secuestros, y evitar llevar el rostro de un icono.

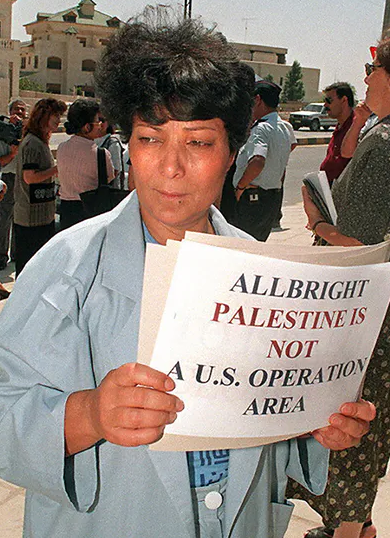
Leila Jaled

### Secuestro del vuelo El Al 219
El 6 de septiembre de 1970, Jaled y Patricio Argüello Ryan, un estadounidense nacido en San Francisco de origen nicaragüense, intentaron secuestrar el vuelo 219 de Ámsterdam a Nueva York como parte de una serie de secuestros casi simultáneos llevados a cabo por el FPLP. El ataque fue frustrado, cuando las fuerzas de seguridad israelíes mataron a Argüello y capturaron a Jaled. A pesar de que llevaba dos granadas de mano en el momento, Jaled dijo que había recibido instrucciones muy estrictas de no amenazar a los pasajeros en el vuelo.  
El piloto desvió el avión al aeropuerto de Heathrow en Londres, donde Jaled fue entregada a la comisaría de Ealing, una zona residencial del oeste de Londres. 
El 1 de octubre, después de estar detenida 28 días, el gobierno británico la dejó en libertad como parte de un intercambio de prisioneros. Al año siguiente, el FPLP abandonó la táctica de secuestro de aviones.

## Vida personal

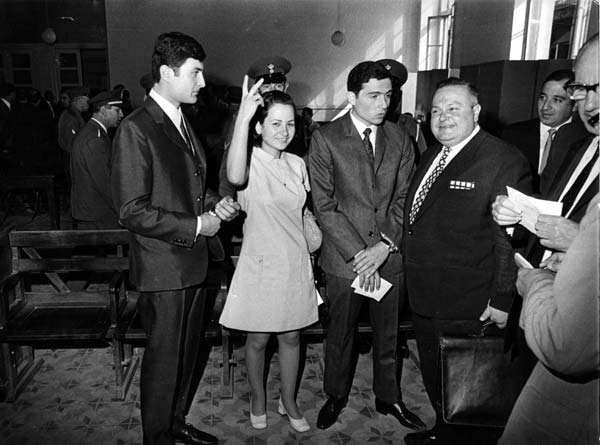
Leila Jaled en Damasco, el 1 de octubre de 1970.

Está casada con el médico Fayez Rashid Hilal, y sus dos hijos, con quienes reside en la capital jordana, Amán. Sigue presente en la lucha liberadora de Palestina, siendo miembro del Consejo Nacional Palestino y aparece regularmente en el Foro Social Mundial.
Ha declarado no creer en el secuestro de aviones como una forma legítima de protesta, aunque desconfía del proceso de paz árabe-israelí. Según Jaled: «No es un proceso de paz. Se trata de un proceso político donde el equilibrio de fuerzas es para los israelíes y no para nosotros. Ellos tienen todas las cartas para jugar con los palestinos y no tienen nada que perder, sobre todo cuando la OLP no está unida».